# شيفروليه مونتانا
شيفروليه مونتانا (بالإنجليزية: Chevrolet Montana)‏ هي سيارة دفع رباعي كوبيه من صناعة جنرال موتورز بدأ إنتاجها في 2003 لتباع في أمريكا اللاتينية. في المكسيك طرحت باسم شيفروليه تورنادو بسبب استخدام شركة بونتياك (التابعة لجنرال موتورز) لاسم مونتانا سابقًا. الجيل الأول من السيارة مستوحى من تركيب السيارة العائلية الصغيرة أوبل كورسا، في حين أن الجيل الثاني مستوحى من سيارة الترفيه أوبل كومبو.